# Medený vodopád
Medený vodopád je ledovcový puklinový vodopád ve Vysokých Tatrách v okrese Poprad na severním Slovensku.

## Charakteristika
Nachází se v Dolině Zeleného plesa a jeho podloží je tvořené granodiority. Vodopád vytváří Medený potok, který je nad ním v nadmořské výšce 1614 m široký 1 m. Je vysoký přibližně 17 m.

## Přístup
Vodopád napájející Zelené pleso Kežmarské je viditelný od chaty pri Zelenom plese, která je přístupná po celý rok.
- z východu po  žluté turistické značce z autobusové zastávky Tatranská Lomnica Biela Voda trvá cesta asi 2:30 hodiny pěšky a je možno ji absolvovat i na jízdním kole
- z východu po  modré a  žluté turistické značce z Tatranských Matliarů trvá cesta asi 2:55 hodiny pěšky
- z jihovýchodu po  žluté,  modré a  žluté turistické značce z Tatranské Lomnice trvá cesta asi 3:15 hodiny pěšky

V období od 16. června do 31. října je navíc možný pěší přístup po  tatranské magistrále:
- od Skalnatého plesa trvá cesta asi 2:10 hodiny
- od Veľkého Bieleho plesa trvá cesta asi 30 minut